# Receptor scavenger
Els receptors scavanger, en anglès: Scavenger receptors, són un grup de receptors que reconeixen lipoproteïnes de baixa densitat (LDL) per oxidació o acetilació. El seu nom està basat en la seva funció de neteja (scavenging vol dir "escombrar"). Els receptors scavanger reconeixen i capturen macromolècules i tenen càrega negativa com també LDL modificat.

## Funció
Es creu que els receptors scavenger participen a treure del cos substàncies alienes i materials de rebuig per especificitat del lligand i una gran varietat de molècules receptores.
En les lesions per ateroesclerosi, el macròfags que expressen el receptor scavenger en la seva membrana plasmàtica prenen el LDL oxidat dipositat a la paret dels vasos sanguinis i desenvolupen cèl·lules escumoses, probablement ells secreten diverses citocines inflamatòries i acceleren el desenvolupament de l'atrosclerosi.

## Tipus
Els receptors scavenger es categoritzen en les classes A, B, i C segons les seves característiques estructurals.
- La classe A s'expressa principalment al macròfag, i una proteïna el pes molecular de la qual és d'uns 80 kDa.[2]
- La classe B té dues regions transmembrana.
- La classe C és una proteïna de transmembrana el N-terminal de la qual està localitzat extracel·lularment.